# La Garde (Isère)
La Garde ist eine französische Gemeinde mit 97 Einwohnern (Stand: 1. Januar 2022) im Département Isère in der Region Auvergne-Rhône-Alpes (vor 2016 Rhône-Alpes). Sie gehört zum Arrondissement Grenoble und zum Kanton Oisans-Romanche. Die Bewohner werden Gardillons genannt.

## Geographie
Die Gemeinde La Garde liegt am Westrand des Oisansmassivs, etwa 28 Kilometer südöstlich von Grenoble. Das Gemeindegebiet wird vom Fluss Sarenne durchquert, der bei seinem Abbruch in das Romanche-Tal sehenswerte Schluchten und Wasserfälle bildet. Umgeben wird La Garde von den Nachbargemeinden Oz und Villard-Reculas im Nordwesten und Norden, Huez im Norden und Nordosten, Auris im Osten und Süden sowie Le Bourg-d’Oisans im Südwesten und Westen. Über zahlreiche Serpentinen führt die Hauptstraße durch La Garde als einziger Zufahrtsweg von Grenoble zum stark frequentierten Skiort Alpe d’Huez.

## Bevölkerungsentwicklung
| Jahr                       | 1962 | 1968 | 1975 | 1982 | 1990 | 1999 | 2006 | 2014 | 2021 |
| -------------------------- | ---- | ---- | ---- | ---- | ---- | ---- | ---- | ---- | ---- |
| Einwohner                  | 112  | 82   | 72   | 64   | 52   | 66   | 94   | 103  | 99   |
| Quellen: Cassini und INSEE |      |      |      |      |      |      |      |      |      |

## Sehenswürdigkeiten
- Kirche Saint-Pierre aus dem 17. Jahrhundert

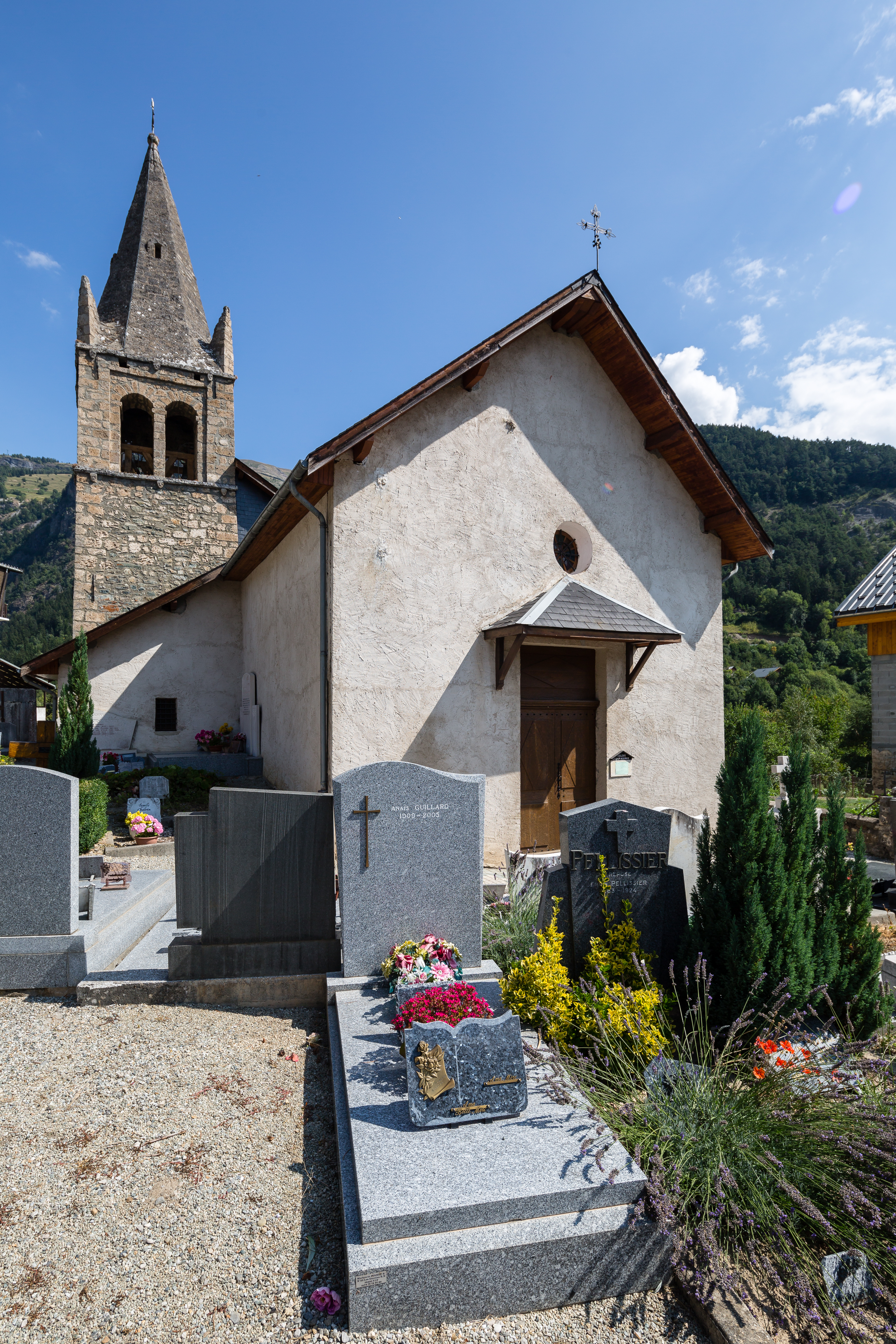
Kirche Saint-Pierre
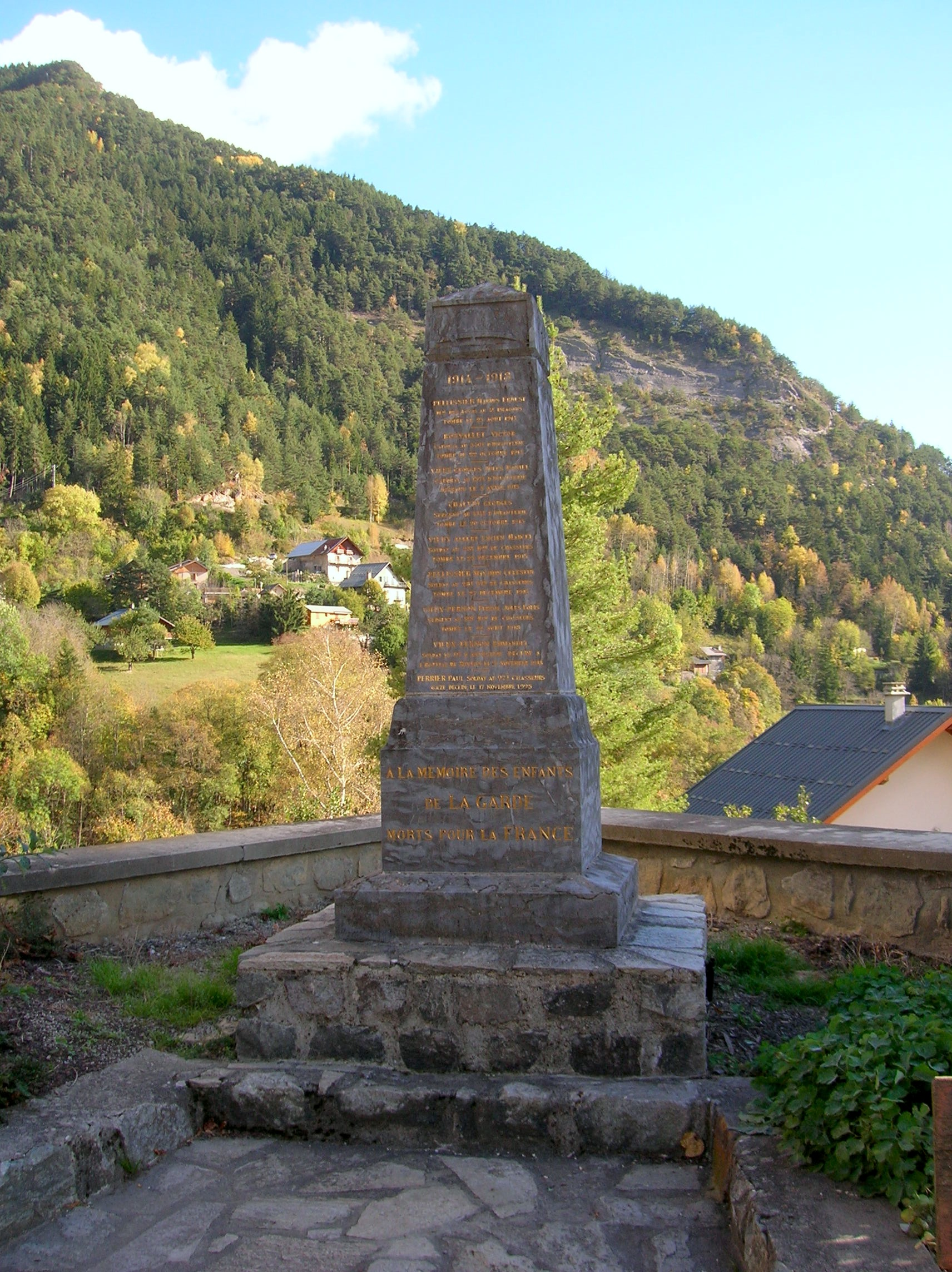
Gefallenendenkmal